# Hahnia xinjiangensis
Hahnia xinjiangensis là một loài nhện trong họ Hahniidae.
Loài này thuộc chi Hahnia. Hahnia xinjiangensis được miêu tả năm 1989 bởi Jia-Fu Wang & Liang.